# Радивој Лазић
Радивој Лазић (Кикинда, 1. август 1953) српски је музичар, кларинетиста, педагог, композитор, сликар и дечји писац.

## Биографија

### Детињство и младост
Радивој Лазић је рођен у 1. августа 1953. године у Кикинди, од оца Лазара и мајке Гордане, рођене Станков. Основну школу, три разреда Основне музичке школе „Слободан Малбашки” (инструмент кларинет) и два разреда Гимназије „Душан Васиљев” завршио је у родном граду. Године 1971, због велике љубави према кларинету, напушта гимназију и прелази у Нови Сад, где уписује Средњу музичку школу „Исидор Бајић”, инструмент кларинет, у класи професора Михајла Келблија. Ту је био један од најбољих ђака. Освојио је безброј вредних награда на републичким и савезним такмичењима Југославије. За четири године школовања, имао је близу 200 успешних наступа. По завршетку Средње музичке школе, 1974. године, уписује ФМУ у Београду, у класи реномираног професора Бруна Бруна, а дипломирао је 1979. године у класи професора Миленка Стефановића.

### Педагошка делатност
Кларинетско-педагошку делатност, Радивој Лазић, отпочиње 1978. године у Музичкој школи „Коста Манојловић” у Земуну, где је радио све до 2018. године, када је отишао у пензију.
На педагошком плану, за 39 година рада, остварио је низ запажених резултата, награда и признања. Његови ученици освајали су мноштво првих и специјалних награда на такмичењима у земљи и иностранству, зашта му је „Савез друштава музичких и балетских педагога Србије” 25. априла 1996. године доделио Похвалу за изузетне педагошке резултате у школској 1994/95. години.

### Композиторска делатност
Радивој је још као основац почео да се бави компоновањем. У сарадњи са познатим композитором и професором на ФМУ, Властимиром Перичићем, Радивој Лазић је за кларинет и кларинетисте написао око 30 књига, а објавио је 22, од почетничког до високо-професионалног нивоа. Радивојева дела се данас изводе широм света.
Дизајн омота и илустрације свих објављених књига Радивој је сам смишљао, уређивао и цртао.

### Естрадна и композиторска делатност
Још као студент I године Музичке академије, давне 1975, написао је за Божидара Бокија Милошевића такмичарску композицију Ђачко оро који га је интерпретирао на чувеном Фестивалу „Београдски сабор” и њоме је однео I награду.
Од 1980. године, Радивој је као кларинетиста и композитор веома присутан и на естради. Исте те године основао је вокално-инструментални састав „Дукат”, негујући народну и забавну музику. Са ансамблом Дукат наступао је широм Југославије и гостовао у многим земљама света.
На Београдском сабору са ансамблом Дукат 1993. освојио је I награду публике ауторском композицијом У башти Београда.
Са групом Дукат и самостално, Радивој Лазић је снимио многе ТВ, радио и шоу емисије. Са групом је пратио и многе познате певаче и инструменталисте — како забавне, тако и народне музике. Са истом групом, два пута је учествовао и на музичком фестивалу у Нишу, „Нишка јесен”, и два пута као композитор и извођач.
За ПГП-РТБ снимио је 1982, и у великом делу, ауторску плочу Од ноћас, као и са Терезом Кесовијом и групом „Бокељи”. Писао је музику и за дечје фестивале.

### Сликарска делатност
У Кикинди, у свом родном граду, Радивој је имао прву самосталну изложбу, да би као студент ФМУ постао члан Клуба „Ђуро Салај”, са којим је неколико година редовно излагао радове по разним крајевима земље.
Године 1984. године у Земуну, у Галерији Дома ваздухопловства, имао је врло успелу самосталну изложбу под називом „Стари Земун”, техника-оловка. Изложбу је отворио, тада млади виолиниста, Стефан Миленковић.

### Дечја издавачка делатност
И у области дечјег издаваштва, Радивој је у осмогодишњем стваралачком периоду (1999—2007) дао свој велики допринос.
Огромну писачку, композиторску и цртачку надареност, испољио је и у стваралаштву за најмљађи узраст. Наиме, од 2000. до 2006. радио је као аутор и уредник комплетног дечјег часописа Шарени свет (и као писац целокупног текстуалног и поетског дела часописа, и као композитор песмица за децу, и као илустратор целог часописа). Часопис је излазио једном месечно.
За потребе деце и вртића у Србији, смислио је, написао, компоновао и илустровао следеће књиге:
- Азбуколовка — учење азбуке за предшколце и млађе основце
- Математичица — радни листови за децу од 5—8 година
- Шарени свет око нас — радни листови за предшколце и млађе основце
- Дете и саобраћај — игровно-радни листови за предшколце и млађе основце
- У вртићу — радни листови за децу од 3—5 година
- Шарам-стварам — радни листови за децу од 5—8 година
- Цртам-пишем, а’л не бришем — графомоторне вежбе за предшколце и млађе основце

## Инструктивна и кларинетска дела Радивоја Лазића
Радивој Лазић је кларинету, музичкој сцени и кларинетистима посветио следеће књиге:

Основна школа за кларинет:

• Учим кларинет I, Завод за уџбенике и наставна средства, Београд, 1997.

• Учим кларинет II, Завод за уџбенике и наставна средства, Београд, 1998.

• Учим кларинет III, Завод за уџбенике и наставна средства, Београд, 1998.

• Учим кларинет IV, Завод за уџбенике и наставна средства, Београд, 1998.

• Вежбе скала за II разред, Издање аутора, Београд, 1998.

Збирка оригиналних малих комада за кларинет и клавир за основну музичку школу:

• Распевани кларинет I, Завод за уџбенике и наставна средства, Београд, 1997.

• Распевани кларинет II, Завод за уџбенике и наставна средства, Београд, 1997.

• Распевани кларинет III, Завод за уџбенике и наставна средства, Београд, 1997.

• Распевани кларинет IV, Завод за уџбенике и наставна средства, Београд, 1997.

• Ведри дани у музичкој школи, Београд, Савез друштава музичких и балетских педагога Србије, 1996.

• Мелодичне етиде с клавиром I

• Мелодичне етиде с клавиром II

Деуети са клавиром:

• Лаки кларинетски дуети I, Београд, 1998.

• Лаки кларинетски дуети II, Београд, 1998.

Збирке оригиналних комада за кларинет и клавир за средњу музичку школу и факултет:

• Млади кларинетски виртуоз I Београд, ауторско издање, 1997.
• Млади кларинетски виртуоз II Београд, ауторско издање, 1997.
• Млади кларинетски виртуоз III Београд, ауторско издање, 1998.
• Млади кларинетски виртуоз IV Београд, ауторско издање, 1998.

Збирка комада разних аутора из светске литературе (транскрипције за кларинет):

• Велики мајстори за кларинет I,

• Велики мајстори за кларинет II,

• Велики мајстори за кларинет III,

Инструментални дуо:

• Кончертино, за кларинет и клавир,

• Introduzione, tema e variazioni,

• Романтични концерт у а-молу,

Соло и оркестар:

• Музицирамо са оркестром (аранжмани комада из претходних збирки за кларинет и мали оркестар, нижи, средњи и професионални ниво.)

• Кончертино,

• Introduzione, tema e variazioni,

• Романтични концерт у а-молу,

Камерна трија:

• Два комада, за флауту, кларинет и клавир, едиција ДХС, Смедерево, 2002.

• Мала свита,
Клавирску пратњу и оркестрацију композиција Радивоја Лазића урадио је композитор и професор Властимир Перичић. Рецензенти књига били су академик и композитор, Дејан Деспић, професор кларинета на ФМУ и солиста Београдске филхармоније, Анте Гргин и професор Музичке школе Станковић, Милош Герић.

## Дела Радивоја Лазића за друге дувачке инструменте
Радивој Лазић је, осим за кларинет, написао и неколико књига са комадима уз пратњу клавира и за друге дувачке инструменте као што су: обоа, флаута, саксофон, труба и хорна.

## Значај
Радивој Лазић је својом великом композиторском активношћу обогатио српску, до тада веома сиромашну кларинетску и кларинетско-педагошку литературу у Србији и шире. Многе његове књиге за кларинет су део наставног плана и програма у Србији. Композиције Радивоја Лазића су често извођене на концертним подијумима у Србији и ван ње. Оне су биле уврштене као радна дела кларинетских семинара-мастеркласа и обавезне и по избору слободне композиције многих такмичења.
Дугодеценијски педагошки рад створио је много кларинетиста који данас делују у Србији и ван ње.